# 水利地益税
水利地益税（すいりちえきぜい）は、地方自治体が、水利事業、都市計画法に基いて行う事業、林道事業その他土地又は山林の利益となるべき事業の実施費用に充てることを目的に、その事業によって特に利益を受ける土地又は家屋に対し課す税金（地方税法703条）。
目的税の一種である。また、受益者負担金的な性質を持つともいえる。

## 実態
同税を利用した利水事業等は、太平洋戦争直後には多く見られたが、公共事業の伸展や山林価格の暴落などもあり減少傾向となった。2006年現在、実際に課税を行っている市町村は、ごく限られている。
2012.10.1現在4市区町村のみ・都道府県はゼロ。という総務省報告書であるが、羽島市・登米市・益城町・朝日町・入善町条例に現在も水利地益税の規定がある。
羽島市・登米市は条例に額が規定されているが、朝日町は規則に額の規定があり、益城町・入善町は規則にも規定がない。告示は未確認。
なお、入善町は特別な工事が実施されるときのみ課税を予定しており、現在過去も将来もそういう工事の実施がないので課税されていない。